# Хахалев, Владислав Геннадьевич
Владислав Геннадьевич Хахалев (5 октября 1966, Владимир, РСФСР, СССР) — советский и российский футболист.

## Карьера
Воспитанник ДЮСШ «Торпедо» (Владимир). В 1987—1991 гг. и с 1995—2003 гг. выступал за свою родную команду, за которую в общей сложности провел в первенствах СССР и России 434 игры, в которых забил 100 мячей.
В 1992 году Хахалев принял в первом розыгрыше чемпионата страны по футболу в Высшей лиге в составе московского «Асмарала». Дебютный матч сыграл 1 апреля 1992 года против «Зенита» (4:2), в нём же на 28-й минуте забил свой первый гол. Всего в элите российского футбола нападающий провел 27 игр и забил 4 мяча.
Некоторое время играл в чемпионате Марокко за команду «ВАК» из Касабланки. Свой единственный гол за команду забил в матче Африканского Кубка чемпионов в ворота команды из Сенегала. Из-за травм по договоренности с клубом завершил контракт досрочно, проведя в Африке около 4-х месяцев, и вернулся в Россию.
В последние годы карьеры выступал за любительские команды в чемпионате области.

## Достижения
- Обладатель Кубка Марокко: 1993/1994